# Kościół św. Wojciecha w Kielcach

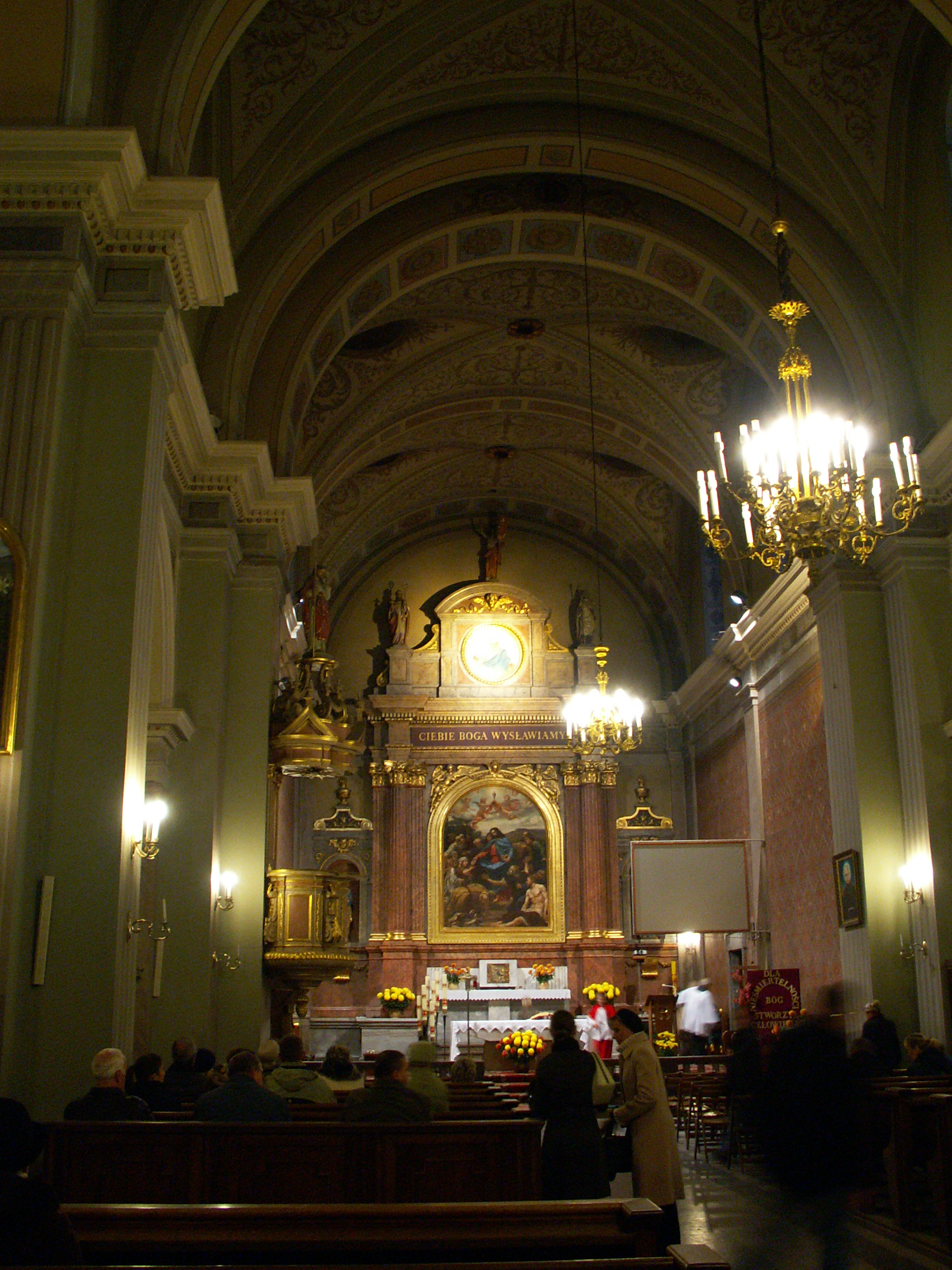
Wnętrze kościoła

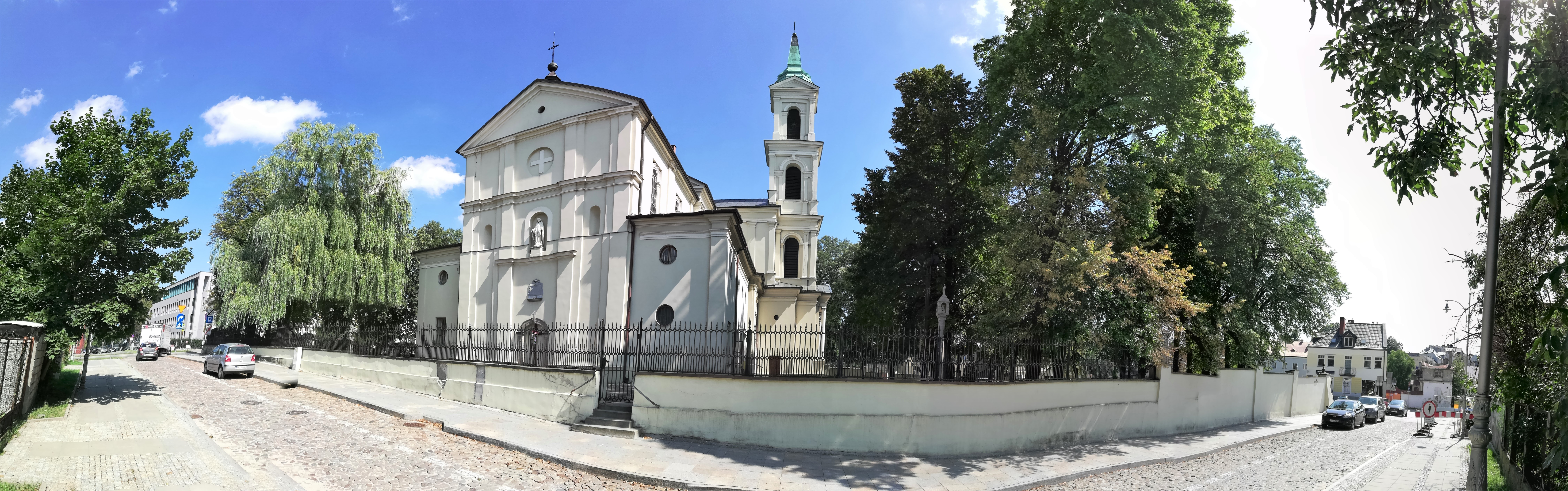
Widok od zachodu

Kościół Świętego Wojciecha – pochodzący z XVIII wieku kościół w Kielcach mieszczący się niedaleko centrum miasta, między aleją IX Wieków Kielc i ulicą Bodzentyńską.
Przez plac św. Wojciecha przechodzi  czerwony szlak miejski prowadzący przez zabytkowe i ciekawe turystycznie miejsca miasta Kielce.

## Opis kościoła
Wewnątrz kościoła znajdują się namalowane w 1889 roku trzy obrazy autorstwa Jana Styki: "Rozmnożenie chleba" w ołtarzu głównym, "Św. Rozalia" na zasuwie i "Św. Franciszek" w zwieńczeniu prawego bocznego ołtarza. Na terenie okalającym kościół znajduje się pozostałość po cmentarzu – pomnik z wykutą w piaskowcu figurą Chrystusa Frasobliwego (tzw. "latarnia zmarłych") z 1732 roku. Na jego cokole umieszczony jest już częściowo niewidoczny napis "ANNO D (...) 1732 D 28, CIALA LUCKIE NA TEM MIEJSCU SPOCZYWAJACE UPRASZAJA POBOZNOSCI WASZY (...) POZDROWIENIA ANIELSKIE". Na zachodniej ścianie kościoła znajduje się kamienny portal z 1763 roku z tablicą fundacyjną, a na prawo od wejścia głównego stoi odsłonięty w 1997 roku pomnik Świętego Wojciecha. Wokół budynku rosną ponad stuletnie drzewa. Przed kościołem znajduje się Plac Świętego Wojciecha z zachowanym fragmentem muru, przy którym w 1943 roku Niemcy rozstrzelali publicznie zakładników – żołnierzy Armii Krajowej.

## Historia
Początek kościoła świętego Wojciecha datuje się na przełom XI i XII wieku, kiedy to postawiono w tym miejscu niewielki drewniany kościół, który do 1171 roku pełnił funkcję kościoła parafialnego, a następnie kościoła cmentarnego. Powstał on przy osadzie, która dała początek miastu Kielce. W pochodzącym z 1573 roku testamencie Pawła, wicekustosza kieleckiego, zachował się zapisek na temat przeprowadzonego remontu drewnianego kościoła brzmiący: "zapis na reparację budynków kościoła św. Wojciecha w Kielcach". W roku 1763 na jego miejscu wybudowano barokowy, murowany kościół, który został ufundowany przez kanonika Jana Rogallę. W 1885 roku miała miejsce rozbudowa kościoła, która nadała mu ostateczny wygląd. Autorem projektu rozbudowy był architekt gubernialny Franciszek Ksawery Kowalski.

## Zabytkowy zespół
Zespół kościoła pw. św. Wojciecha został wpisany do rejestru zabytków nieruchomych (nr rej.: A.325/1-5 z 15.02.1967, z 21.02.1994):
- kościół parafialny pw. św. Wojciecha,
- plebania, pl. św. Wojciecha 9, wybudowana po 1870 r., przebudowana w 1978 r.,
- cmentarz przykościelny i teren przy ul. Bodzentyńskiej – Kościuszki,
- ogrodzenie z XVIII–XIX w.,
- dworek, ul. Bodzentyńska 29, z 1853 r. (nr rej.: dec. z 3.12.1956)

## Odkrycia archeologiczne
Na przełomie roku 2006 i 2007, podczas remontu Placu Świętego Wojciecha, natrafiono na pochodzące z XVIII wieku kamienne fundamenty łączone wapienną zaprawą, o wymiarach 5×7 metrów, znajdujące się na głębokości około 40 cm poniżej poziomu gruntu. Według historyków, są to pozostałości po przykościelnym szpitalu dla ubogich, który prawdopodobnie spłonął w 1800 roku, gdy Kielce zostały ogarnięte przez wielki pożar. Podczas dalszych prac wykopaliskowych odkryto dwa groby, liczące ponad 300 lat, a na głębokości około 80 cm natrafiono na grunt z okresu średniowiecza, ze sporą ilością fragmentów ceramiki, po których oszacowano wiek znaleziska na przełom XI i XII wieku. W połowie lutego, na głębokości ponad 100 cm, zostały odkopane resztki paleniska, polepy oraz słupów, które stanowią fragmenty średniowiecznej chałupy, wchodzącej w skład osady przedlokacyjnej, otaczającej kościół świętego Wojciecha. Odkrycie to stanowi dowód na ponad dziewięćsetletnią historię Kielc i potwierdza tezy historyków, iż to miejsce jest kolebką miasta.